# 艾爾莎·霍斯克
艾爾莎·安娜·苏菲·霍斯克（Elsa Anna Sofie Hosk，1988年11月7日—），是一位瑞典知名女性模特兒，2001年出道前是一名職業籃球員。霍斯克是美國最大的連鎖女性成衣品牌維多利亞的秘密代言的模特兒之一，目前是「維多利亞的秘密天使」（Victoria's Secret Angels）中的一員。